# Лоу, Джон (музыкант)
Джон Чарльз «Дафф» Лоу (англ. John Charles "Duff" Lowe, 13 апреля 1942 года — 22 февраля 2024 года) — английский пианист. Музыкант-клавишник в группе The Quarrymen — предшественнице The Beatles.

## Биография
Известный своим друзьям как «Дафф», Лоу знал Пола Маккартни с 1953 года и был приглашён Маккартни играть на фортепиано в The Quarrymen в феврале 1958 года. Был участником группы The Quarrymen в течение двух лет и в то время, когда группа записала несколько песен для диска в домашней студии Перси Филлипса в Ливерпуле. Двумя треками, записанными в тот день, были «That’ll Be the Day» и «In Spite of All the Danger». Лоу сохранил авторские права над треками и в 1981 году продал записи Полу Маккартни. Их оценочная стоимость составляла около 12 000 фунтов стерлингов. Маккартни сделал ремастеринг записи, и песни появились в альбоме The Beatles' Anthology 1.
Джон Лоу играл в группе Hobo Rick & the City Slickers под руководством Рики Томлинсона, с Нилом Эспиналлом в кофейном клубе Моны Бест (матери Пита Беста) Casbah Coffee Club, который находится совсем рядом с его домом. После окончания средней школы Лоу работал биржевым маклером, а также в банковской и финансовой сферах. В 1975 году он переехал в Бристоль.
В 1994 году Джон Лоу снова сотрудничал с Quarrymen при записи альбома Open for Engagements. Из состава 1994 года только Род Дэвис (гитара) и Лоу (фортепиано) играли с Quarrymen в 1950-х годах. Лоу, несмотря на то, что не был определён как официальный участник, гастролировал с Родом Дэвисом, Леном Гарри и Колином Хантоном в составе группы John Lennon’s Original Quarrymen на мероприятиях Beatles по всему миру до 2017 года.
28 августа 2006 года был выпущен 10-дюймовый 3-дорожечный мини-альбом (33 об/мин) 50 years later с концертными версиями «Down by the riverside» в исполнении Рода Дэвиса, Лена Гарри, Колина Хантона и Джона Даффа Лоу, а также приглашённого басиста Лотара Беккера и приглашённого исполнителя на стиральной доске Эднунда Тилоу. В диск вошло 10 отдельных произведений.
22 декабря 2014 года Лоу участвовал в программе BBC One Would I Lie to You?, в которой Рики Томлинсон рассказал, что Лоу покинул Quarrymen, чтобы присоединиться к группе молодого Томлинсона.
Лоу умер 22 февраля 2024 года в возрасте 81 года.